# Ernst Kuster
Ernst „Johnny“ Kuster (* 25. Januar 1940 in Gelsenkirchen; † 7. April 1982) war ein deutscher Fußballspieler. Der Stürmer war für die Vereine FC Schalke 04, KSV Hessen Kassel und Arminia Bielefeld aktiv.

## Werdegang
Sein Offensivtalent brachte Kuster schon in der Jugend in diverse Auswahlteams. Am 12. März 1958 debütierte er in der Jugendnationalmannschaft des DFB. Die deutsche Jugendauswahl gewann ein Freundschaftsspiel in Bolton mit 2:1 Toren gegen England. Mit der DFB-Auswahl nahm er auch im April des Jahres am UEFA-Juniorenturnier in Deutschland teil. Er kam in den Gruppenspielen gegen Österreich (2:1), Tschechoslowakei (3:1) und gegen Italien (1:1) an der Seite von Mitspielern wie Peter Kunter, Friedel Rausch, Günter Herrmann und Willibert Kremer zum Einsatz und erzielte zwei Tore.
Im Seniorenbereich machte er seine ersten Gehversuche in der 2. Liga West bei Eintracht Gelsenkirchen. Auf Anhieb erzielte er in der Saison 1958/59 für Gelsenkirchen in 29 Ligaspielen 17 Tore. Am 10. Mai 1959 kam er in Bochum beim Länderspiel der Juniorennationalmannschaft U-23 gegen England zum Einsatz. Er stürmte auf Rechtsaußen und bildete beim 2:2-Remis mit Günter Herrmann den rechten Flügel. Nach der Saison 1959/60, der Angreifer hatte in 17 Ligaspielen zehn Tore erzielt, wechselte er zu Schalke 04, wo er in 24 Oberligaspielen neun Tore erzielte. 1962 wechselte er zum KSV Hessen Kassel, der gerade in die Oberliga Süd aufgestiegen war. Die Mannschaft wurde 1962/63 Zehnter – Kuster hatte in 24 Ligaspielen elf Tore erzielt – und verpasste die Qualifikation für die 1963 neu eingeführte Bundesliga. In der Saison 1963/64 wurde Kassel nicht zuletzt durch 20 Kuster-Treffer Meister der damals zweitklassigen Regionalliga Süd. In der folgenden Aufstiegsrunde wurde man jedoch nur Zweiter hinter Hannover 96. Kuster blieb noch zwei Jahre in Kassel. Insgesamt absolvierte er für die Hessen 113 Spiele und erzielte dabei 75 Tore.
1966 wechselte Kuster zu Arminia Bielefeld. Er sollte bei den Ostwestfalen zum erfolgreichsten Torjäger aller Zeiten avancieren. Gleich in der ersten Saison bei den „Blauen“ wurde er Torschützenkönig. Sowohl 1968 als auch 1969 wurde er ebenfalls Torschützenkönig, wenngleich er sich den Titel in der Saison 1968/69 mit Willi Lippens von Rot-Weiss Essen teilen musste. In der Saison 1969/70 traf Kuster 29 Mal, seine beste Torausbeute im Dress der Arminen. Arminia wurde Vizemeister und schaffte in der Aufstiegsrunde den Sprung in die Bundesliga. In der Saison 1970/71 spielte Kuster noch 20 Mal für den DSC und erzielte dabei acht Tore.
Insgesamt absolvierte Kuster zwischen 1967 und 1971 141 Ligaspiele für Arminia Bielefeld und erzielte 111 Tore – ein Rekord, der erst 2018 von Fabian Klos übertroffen wurde. 1972 beendete Kuster seine Karriere und arbeitete im Sport- und Bäderamt der Stadt Bielefeld. Nebenbei trainierte er die unterklassigen Vereine VfL Schildesche und VfL Oldentrup. Kuster verstarb im April 1982 an den Folgen eines Herzleidens.